# Benedictus Deus (Benedetto XII)
Benedictus Deus fu una bolla promulgata da papa Benedetto XII nel 1336 e che definiva l’insegnamento cattolico sulla visione beatifica dopo la morte, insegnamento che è sostanzialmente rimasto valido ancora oggi.
La bolla è considerata come emessa ex cathedra, e quindi come dottrina irreversibile (cfr. infallibilità papale).
Essa affermava il dogma secondo il quale le anime dei defunti accedono alla loro ricompensa eterna subito dopo la morte, invece di rimanere in uno stato di esistenza non consapevole fino alle Risurrezione dei morti e al Giudizio Universale.

## Contesto
Con questa decisione, il Papa chiarì un'incertezza dottrinale che il suo predecessore Giovanni XXII aveva innescato, proclamando l’idea secondo la quale i defunti vivrebbero in uno stato di dormizione non consapevole fino al tempo del Giudizio Universale. In altre parole,  i santi dormirebbero "sotto l'altare" (la natura umana di Gesù) fino al ritorno di Cristo. Secondo la testimonianza di Benedetto XII, il Papa ritrattò le sue tesi sul letto di morte.
La bolla invece affermava che coloro che erano morti in stato di grazia erano immediatamente ammesse alla visione beatifica di Dio, mentre la durata del Purgatorio era commisurata alla necessità di purificare le conseguenze temporali del peccato. Coloro che invece erano morti in uno stato di peccato mortale e senza pentirsi erano condannati alla dannazione eterna.